# Список пресмыкающихся, занесённых в Красную книгу Азербайджана
Список пресмыкающихся, занесённых в Красную книгу Азербайджана
| Название                   | Научное название                      | Статус                                                      | Распространение                                                       | Места обитания                                                                                     | Источники информации                                                                             |
| -------------------------- | ------------------------------------- | ----------------------------------------------------------- | --------------------------------------------------------------------- | -------------------------------------------------------------------------------------------------- | ------------------------------------------------------------------------------------------------ |
| Средиземноморская черепаха | Testudo graeca iberia (Pallas, 1814). | Ареал и численность быстро сокращаются.                     | Встречается во всех местах, пригодных для обитания.                   | Сухие степи и полупустыни, холмистые участки предгорий.                                            | Красная книга Азербайджанской ССР,1989 г. Животный мир Азербайджана. Том III. Позвоночные, 2000. |
| Такырная круглоголовка     | Phrynocephalus helioscopus            | Сокращающийся в численности вид с ограниченным ареалом.     | Нахичевань Апшеронский полуостров                                     | В основном придерживается небольших солончаковых участках .                                        | Красная книга Азербайджанской ССР,1989 г. Животный мир Азербайджана. Том III. Позвоночные, 2000. |
| Руинная агама              | Trapelus ruderatus                    | Редкий, узкоареальный вид, численность которого сокращается | Джебраильский и Зангеланский районы                                   | Сухие каменистые места, обрывы горных степей и речных долин с редкой растительностью.              | Красная книга Азербайджанской ССР,1989 г. Животный мир Азербайджана. Том III. Позвоночные, 2000. |
| Золотистая мабуя           | Mabuya aurata                         | Редкий для Азербайджана вид.                                | Джебраильский и Зангеланский районы, а также Нахичеванская АР.        | В развалинах, в россыпях камней и среди валунов.                                                   | Красная книга Азербайджанской ССР,1989 г. Животный мир Азербайджана. Том III. Позвоночные, 2000. |
| Полосатый гологлаз         | Ablepharus bivittatus                 | Редкий вид.                                                 | Юго-восток (Ленкоранский район и Зуванд) и запад (Кельбаджары, Лачин) | Держится главным образом в горных районах                                                          | Красная книга Азербайджанской ССР,1989 г. Животный мир Азербайджана. Том III. Позвоночные, 2000. |
| Эскулапов полоз            | Elaphe longissima                     | Редкий c узким ареалом вид                                  | Ленкорань                                                             | Широколиственные леса, склоны облесенных ущелий и заросшие растительностью выходы скал, развалины. | Красная книга Азербайджанской ССР,1989 г. Животный мир Азербайджана. Том III. Позвоночные, 2000. |
| Черноголовый ринхокаламус  | Rhynchocalamus melanocephalus         | Редкий вид.                                                 | Юг Нахичеванской АР                                                   | Каменистая полупустыня на сухих склонах                                                            | Красная книга Азербайджанской ССР,1989 г. Животный мир Азербайджана. Том III. Позвоночные, 2000. |
| Малоазиатская гадюка       | Vipera xanthina                       | Угнетённый, узкоэндемичный вид.                             | Нахичевань                                                            | Склоны гор, каменистые ущелья, участки горной степи среди нагромождений валунов                    | Красная книга Азербайджанской ССР,1989 г. Животный мир Азербайджана. Том III. Позвоночные, 2000. |